# Federico Zampaglione
Federico Zampaglione (Roma, 29 giugno 1968) è un cantautore, regista e sceneggiatore italiano, frontman dei Tiromancino.

## Biografia
Nasce a Roma il 29 giugno del 1968 da una famiglia originaria di Melito di Porto Salvo (Reggio Calabria). Ha un fratello, Francesco, anche lui cantante e musicista, ex collaboratore dei Tiromancino. Non è imparentato col cantautore Fortunato Zampaglione. 
Nel 1989 Zampaglione è tra i fondatori dei Tiromancino, band che pubblica 4 album fino al cambio di etichetta discografica nel 2000. Con l'album La descrizione di un attimo i Tiromancino ottengono riconoscimenti di critica e pubblico, anche grazie al brano Due destini, inserito nella colonna sonora de Le fate ignoranti di Ferzan Özpetek. Altri brani celebri sono Per me è importante, Imparare dal vento ed Amore impossibile che vede la collaborazione del padre Domenico. Zampaglione ha curato la sceneggiatura e la regia per il videoclip del brano Un tempo piccolo.
Nel 2006 Federico debutta nel mondo del cinema come regista, realizzando il suo primo lungometraggio, intitolato Nero bifamiliare, progetto nel quale coinvolge la compagna attrice Claudia Gerini. Il film è uscito nelle sale a Los Angeles il 16 marzo 2007. Nello stesso anno Federico partecipa al Festival di Sanremo con i Tiromancino, senza però riuscire a piazzarsi tra i primi dieci. Nel 2009 collabora con Fabri Fibra per il singolo Incomprensioni, incluso nell'album Chi vuole essere Fabri Fibra?. Il 28 settembre diventa padre di Linda, avuta da Claudia Gerini. 
A maggio 2010 esce nelle sale il suo secondo film, Shadow, presentato al festival del cinema horror . Nel 2011 è l'autore di musiche e testi del singolo Poi inventi il modo, contenuto nell'album RossoNoemi di Noemi con la quale duetta durante L'essenziale tour. Nel 2012 torna dietro la macchina da presa con il film Tulpa - Perdizioni mortali, un giallo/horror che vede nuovamente protagonista Claudia Gerini. 
Nel 2013 è coautore di due canzoni in gara al Festival di Sanremo: L'esperienza dell'amore, interpretata da Chiara e inserita nell'album Un posto nel mondo, e Onda che vai degli Almamegretta, inserita nell'album Controra. Entrambe vengono però scartate (secondo il sistema, usato anche nell'edizione del 2014, per il quale ogni artista in gara tra i campioni avrebbe portato due brani dei quali però solo uno sarebbe proseguito nella gara). Nel 2014 è autore del singolo Sotto una buona stella per Michele Bravi, tema musicale dell'omonimo film di e con Carlo Verdone. 
Nel 2015 insieme a Eros Ramazzotti, compone 4 testi per l'album Perfetto dello stesso Ramazzotti: Sei un pensiero speciale, Tu gelosia, L'amore è un modo di vivere, Un'altra estate. Nello stesso anno dirige il videoclip del brano Ci stai di Biagio Antonacci che vince il premio Roma Videoclip come miglior video e miglior regia. Dirige inoltre il videoclip I nani di Richard Benson. Nel 2016 scrive il brano Nel tuo disordine per l'album di Alessandra Amoroso Vivere a colori e Niente è impossibile di Chiara Grispo, scartata nelle fasi finali di Sanremo giovani. Nel 2017 pubblica per Mondadori il suo primo romanzo, Dove tutto è a metà, scritto insieme a Giacomo Gensini.

## Vita privata
È stato legato sentimentalmente con Claudia Gerini dalla quale ha avuto una figlia.

## Filmografia

### Regista
Lungometraggi
- 2007 - Nero bifamiliare
- 2009 - Shadow
- 2013 - Tulpa - Perdizioni mortali
- 2021 - Morrison
- 2023 - The Well

Cortometraggi
- 2014 - Remember
- 2020 - Bianca
- 2020 - Bianca - Fase 2

Videoclip
- 2005 - Un tempo piccolo
- 2008 - Quasi 40
- 2011 - L'inquietudine di esistere
- 2015 - I nani
- 2016 - Piccoli miracoli
- 2023 - Due rose